# CD29
La integrina beta 1 (ITGB1 o CD29) es una proteína codificada en humanos por el gen ITGB1. CD29 es una integrina asociada con numerosos receptores de antígenos. Se conoce su asociación con CD49c para formar el complejo α3β1, que reacciona con moléculas como NTN1 y reelina.
Las integrinas son proteínas heterodiméricas formadas por subunidades alfa y beta. Se han descrito al menos 18 subunidades alfa y 8 beta en mamíferos. Los miembros de la familia de las integrinas son receptores de membrana implicados en adhesión celular y reconocimiento de señales en diversos procesos como la embriogénesis, la hemostasis, la reparación tisular, la respuesta inmune y la difusión metastásica de células tumorales. CD29 se corresponde con una subunidad beta. Se han descrito seis variantes transcripcionales de este gen, que codifican cinco isoformas de la proteína con extremos C-terminales alternados.

## Interacciones
La integrina beta 1 ha demostrado ser capaz de interaccionar con:
- TSPAN4[3]
- CD9[4][5]
- Filamina A[6][7]
- FLNB[6]
- CD81[8][5]
- CD46[9]
- MAP4K4[10]
- FHL2[11]
- NME1[12]
- PKC alfa[13][14]
- YWHAB[15]
- ITGB1BP1[16][17]
- LGALS8[18]
- GNB2L1[19][13]